# 柳昂
柳 昂（りゅう こう、生没年不詳）は、北周から隋にかけての政治家。字は千里。本貫は河東郡解県。

## 経歴
柳敏の子として生まれた。武帝のとき、内史中大夫・開府儀同三司となり、文城郡公の爵位を受けた。578年、武帝が死去すると、遺言により輔政をゆだねられた。しかし宣帝にうとまれて、本職から離された。580年、楊堅が丞相となると、柳昂は楊堅からの信頼を受けて大宗伯となった。しかし任命された日に偏風の病をえて、執務不能になった。581年、隋が建国されると、柳昂の病は快癒し、上開府の位を加えられ、潞州刺史に任ぜられた。柳昂は天下の安泰をみて、学問を奨励し礼を行うよう上表した。文帝はこれをよしとして、天下の州県ごとに博士を置いて礼を習わせた。柳昂は潞州において善政で知られた。在官のまま死去した。
子の柳調が後を嗣いだ。柳調は秘書郎を初任とし、侍御史に転じた。煬帝のとき、諸官を歴任して尚書左司郎となる。清廉なことで知られた。

## 伝記資料
- 『周書』巻32 列伝第24
- 『隋書』巻47 列伝第12
- 『北史』巻67 列伝第55